# Raul Osorio Castillo
Raul Osorio Castillo (1934–) mexikói nemzetközi labdarúgó-játékvezető.

## Pályafutása

### Nemzetközi játékvezetés
A Mexikói labdarúgó-szövetség Játékvezető Bizottsága (JB) 1966-ban terjesztette fel nemzetközi játékvezetőnek, a Nemzetközi Labdarúgó-szövetség (FIFA) bíróinak keretébe. A 60-as évek egyik nemzetközileg is foglalkoztatott bírója. Több nemzetek közötti válogatott és klubmérkőzést vezetett.

#### Világbajnokság
A világbajnoki döntőhöz vezető úton Mexikóba a IX., az 1970-es labdarúgó-világbajnokságra a FIFA JB bíróként alkalmazta.
| Időpont            | Helyszín                        | Mérkőzés típusa                                    | Mérkőzés                     | Eredmény |
| ------------------ | ------------------------------- | -------------------------------------------------- | ---------------------------- | -------- |
| 1968. november 20. | Nemzeti Stadion, Guatemalaváros | Amerika/Karibi-térség (CONCACAF) zóna (2. csoport) | Guatemala–Trinidad és Tobago | 0 : 0    |

#### Olimpia
Mexikóban rendezték az 1968. évi nyári olimpiai játékokat, ahol a FIFA JB hivatalnoki szolgálatra alkalmazta. A FIFA JB elvárásának megfelelően, ha nem vezetett, akkor valamelyik működő társának segített partbíróként. Vezetett mérkőzéseinek száma: 1 + 2 (partbíró).
| Időpont           | Helyszín             | Mérkőzés típusa        | Mérkőzés           | Eredmény |
| ----------------- | -------------------- | ---------------------- | ------------------ | -------- |
| 1968. október 18. | Városi Stadion, León | selejtező (D. csoport) | Bulgária–Guatemala | 2 : 1    |